# Ermita de Santa Bárbara (Soria)
La ermita de Santa Bárbara se encuentra en Soria (España). Dedicada a Santa Bárbara, se emplaza en las Eras de Santa Bárbara, antiguo Campo de la Verdad.
Pese a su imagen pobre y rural, destaca en su interior el retablo gótico fechado en 1501, uno de los retablos más antiguos que se conservan en la ciudad.

## Historia
Se levantó esta ermita en el paraje conocido como "Eras de Santa Bárbara". Fue construida en 1501, según la inscripción que data en su retablo; siendo su autor el flamenco Juan de Borgoñón, que fue un caballero francés. Es un pequeño templo rural de una nave, planta rectangular y zaguán de entrada. Se cubre con cubierta de madera y tiene espadaña a los pies. Tiene también casa para el santero. En recuerdo de la Santísima Trinidad, que la santa veneraba cuando estaba presa en el castillo que su padre construyó para encerrarla, se construyeron tres ventanas. Durante la Guerra Civil, la Ermita de Santa Bárbara se utilizaría como prisión.
El 4 de diciembre de 1999, festividad de Santa Bárbara, fue inaugurada y bendecida la parroquia de Santa Bárbara, y la Ermita de Santa Bárbara (anteriormente perteneciente a la El Salvador) pasó a depender de esta nueva iglesia. La extensión de la ciudad en esta zona donde solo había tierras de cultivo, hizo necesaria la construcción de esta parroquia. La ermita se encuentra rodeada ya de modernos edificios.
El área circundante a la Ermita, las llamadas "Eras de Santa Bárbara", fueron el escenario de varias leyendas de carácter histórico. Tienen lugar en el "Campo de la Verdad", antigua denominación del paraje, donde diez caballeros castellanos de Alfonso VII, rey de León, y otros diez aragoneses de Ramón Berenguer, conde de Barcelona, deciden usando las armas el mejor derecho de posesión. Combaten en duelo para establecer si Soria será o no de Castilla, ganando los castellanos de Alfonso VII. Aquí mata a espada un padre a su hijo cobarde que huyó de Aljubarrota y al que le dice que "antes que cobarde, muerto". En este lugar fusilaron los franceses a un niño de 12 años que dio muerte con su cuchillo a un soldado francés, como sucedería también con Pericón, que se enfrentó solo a un escuadrón de coraceros imperiales y cuyo cuerpo pendería de la picota varios días. Finalmente, cabe resaltar que el día tres de octubre de 1912, las Eras de Santa Bárbara sirvieron de aeródromo improvisado a un monoplano Bleriot XI de 50 Cv, el primer avión que despegaría de Soria.

## Descripción
Está dedicada a Santa Bárbara, nacida en Turquía en el siglo III y martirizada por su propio padre, el rey Dióscoro, siendo patrona de los artificieros y los mineros y cuya festividad se celebra el 4 de diciembre. Las tres ventanas que iluminan el interior se construyeron aludiendo a las que según la tradición abriera la propia santa en la torre donde estuvo cautiva y que a su vez hacen referencia a la Santísima Trinidad. Su tipología es la de un pequeño templo rural de una nave y fábrica de mampostería encalada. A los pies se levanta una sencilla espadaña. 
En el interior se conserva un austero retablo cuyo autor fue el flamenco Juan de Borgoñón. Este retablo, de pequeño tamaño, se encuentra empotrado en un nicho en el altar. Es tardogótico y está compuesto por dos tablas pintadas y la hornacina que acoge la talla en bulto de Santa Bárbara, de clara tradición gótica. 
Anexo al templo se conserva la que fuera casa del santero que hasta fechas relativamente recientes se encargaba del cuidado del edificio.

## Festividad
La ermita se abre dos veces al año, una por la festividad de Santa Bárbara, con una tradición que se viene llevando a cabo desde hace más de 100 años en la que se realiza una misa en la ermita y se subastan las tradicionales roscas. La otra, en la festividad de la Santísima Trinidad, con procesión y bendición de campos. Estas celebraciones están organizadas por la Cofradía de Santa Bárbara.